# San Francisco Ayotuzco
San Francisco Ayotuzco är en ort i Mexiko, tillhörande kommunen Huixquilucan i delstaten Mexiko. San Francisco Ayotuzco ligger i den centrala delen av landet och tillhör Mexico Citys storstadsområde. Orten hade 3 459 invånare vid folkmätningen 2010.